# أمريكيون ألمان
الأمريكيون الألمان (بالإنجليزية: German Americans، بالألمانية: Deutschamerikaner) هم أمريكيون ينحدرون من أصل ألماني إما كليّا أو جزئيًا. بتعداد يقدّر بـ44.2 مليون نسمة عام 2018، يعتبر الأمريكيون الألمان أكبر المجموعات العرقية المبلغ عنها ذاتيًا كما يشير مكتب تعداد الولايات المتحدة في مسحه للمجتمع الأمريكي. يشكل الأمريكيون الألمان نحو ثلث مجموع السكان ذوي الأصل الألماني في العالم.
لم يكن لأي من الولايات الألمانية مستعمرات أمريكية. وصلت في السبعينيات أول مجموعات كبيرة من المهاجرين الألمان إلى المستعمرات البريطانية، حيث استقروا بدايةً في بنسلفانيا ونيويورك وفيرجينيا. استمرت الهجرة بأعداد كبيرة خلال القرن التاسع عشر، إذ وصلت إلى 8 ملايين مهاجر من ألمانيا. بين عامي 1820 و1870، جاء أكثر من سبعة ملايين ونصف المليون مهاجر ألماني إلى الولايات المتحدة. بحلول عام 2010، ارتفع عددهم إلى نحو 49.8 مليون أمريكي ألماني، ما يعكس قفزة بلغت ستة ملايين شخص منذ عام 2000.
يوجد «حزام ألماني» يمتد عبر الولايات المتحدة، من شرق بنسلفانيا إلى ساحل ولاية أوريغون. تضم بنسلفانيا أكبر عدد من الأمريكيين الألمان في الولايات المتحدة، وهي موطن إحدى المستوطنات الأصلية لهذه الجماعة، جيرمان تاون (فيلادلفيا)، التي تأسست في عام 1683، ومولد حركة مناهضة العبودية الأميركية في عام 1688، فضلًا عن معركة جيرمان تاون الثورية. تضم ولاية بنسلفانيا 3.5 مليون فرد من أصل ألماني.
شكلت الأرض والحرية الدينية عوامل جذب للمهاجرين الألمان إلى الولايات المتحدة، الذين اندفعوا بالخروج من ألمانيا بسبب نقص الأراضي والقمع الديني أو السياسي. وصل العديد منهم سعيًا إلى الحرية الدينية أو السياسية، وآخرون بحثًا عن فرص اقتصادية أعظم من تلك في أوروبا، وآخرون من أجل الحصول على فرصة بدء حياة جديدة في العالم الجديد. كان معظم الوافدين قبل عام 1850 من المزارعين الذين يبحثون عن أكثر الأراضي إنتاجية، حيث كانت ستؤتي أساليبهم الزراعية المكثفة ثمارها. بعد عام 1840، قدم العديد منهم إلى المدن، حيث بدأت «الجرمانيا» -المقاطعات الناطقة بالألمانية- بالظهور.
أقام الأمريكيون الألمان أول رياض للأطفال في الولايات المتحدة، واستقدموا تقليد شجرة عيد الميلاد، وأدخلوا الأطعمة الشعبية مثل الهوت دوغ والهامبرغر إلى أميركا.
أصبحت الغالبية العظمى من ذوي الأصول الألمانية متأمركين (معتنقين للثقافة الأمريكية)؛ وأصبح أقل من 5% منهم يتكلمون الألمانية. تزخر المجتمعات الأمريكية الألمانية بالاحتفالات التي تقام في مختلف أنحاء البلاد للاحتفال بالتراث الألماني ومن بينها موكب ستوبن الاحتفالي في نيويورك الذي يعد واحدًا من أشهر الاحتفالات ويقام في السبت الثالث من شهر ديسمبر. تعتبر احتفالات أكتوبرفست ويوم الأمريكي الألماني أنشطة شهيرة. هناك أحداث سنوية كبيرة في المدن ذات التراث الألماني التي تشمل كلًا من شيكاغو، وسينسيناتي، وميلووكي، وبيتسبرغ، وسان أنطونيو، وسانت لويس.

## التاريخ
يشمل الألمان العديد من المجموعات الفرعية المميزة التي تختلف قيمها الدينية والثقافية. كان اللوثريون والكاثوليك يعترضون عادة على برامج الوعظ التي ًاصدرها اليانكي (الأمريكيون من أصول إنجليزية) مثل حظرهم البيرة، وفضلوا نمط العائلات الأبوية التي يكون في الزوج هو صاحب القرار حيال موقف العائلة من الشؤون العامة. عارضوا عمومًا حق المرأة في التصويت، ولكن ذلك استخدم كحجة لصالح حق الاقتراع عندما أصبح الأميركيون الألمان منبوذين خلال الحرب العالمية الأولى. ومن ناحية أخرى، كانت هناك مجموعات بروتستانتية نشأت من المذهب الأوروبي، مثل الأخوة الميثوديين والإخوان المتحدون الألمان؛ كانوا أكثر تشابكًا مع الميثودين اليانكيين في أخلاقيتهم.

### الحقبة الاستعمارية
كان أول مستوطنين إنجليز قد وصلوا إلى جيمستاون، فرجينيا، في عام 1607، ورافقهم أول أميركي ألماني، هو الدكتور يوهانس فلايشر. تبعه في عام 1608 خمسة من صناع الزجاج وثلاثة نجارين أو بناة منازل. كانت أول مستوطنة ألمانية دائمة في ما أصبح الولايات المتحدة هي جيرمان تاون، بنسلفانيا، التي تأسست قرب فيلادلفيا في السادس من أكتوبر عام 1683.
هاجرت أعداد كبيرة من الألمان من الثمانينيات إلى الستينيات، وكانت ولاية بنسلفانيا المقصد المفضل. هاجروا إلى أمريكا لأسباب متنوعة. اشتملت عوامل الضغط على تدهور فرص ملكية المزارع في أوروبا الوسطى، واضطهاد بعض الجماعات الدينية، والتجنيد العسكري؛ كانت عوامل الجذب في واقع الأمر هي الظروف الاقتصادية الأفضل، وخاصة فرصة تملّك الأراضي، والحرية الدينية. غالبًا ما كان يدفع المهاجرون ثمن وصولهم بالعمل خدمًا بالسخرة لعدة سنوات.
اجتذبت أقسام كبيرة من بنسلفانيا، وشمال ولاية نيويورك، ووادي شيناندواه في فرجينيا الألمان. كان أغلبهم من اللوثريين أو الكالفينيين؛ كان العديد منهم ينتمي إلى طوائف دينية صغيرة مثل المورافيين والمينونانتيين. لم يصل الألمان الكاثوليك بأعداد كبيرة إلا بعد حرب 1812.

### الثورة الأمريكية
عينت بريطانيا العظمى، التي كان ملكها جورج الثالث ناخبًا لهانوفر في ألمانيا، 18 ألف جندي هسن. كان هؤلاء الجنود المرتزقة يستأجرون من قبل حكام عدة ولايات ألمانية صغيرة مثل هسن للقتال إلى جانب البريطانيين. ألقي القبض على العديد منهم؛ وبقوا أسرى خلال الحرب، ولكن البعض بقي وصار مواطنًا أمريكيًا. في الثورة الأميركية كان المينونانتيين وغيرهم من الطوائف الدينية الصغيرة دعاة سلام محايدين. كان اللوثريون في بنسلفانيا إلى جانب الثوريين وكانت عائلة مولنبرغ بقيادة الأب هنري مولينبرغ مؤثرة بشكل خاص في ذلك الجانب. أصبح ابنه بيتر مولينبرغ، وهو رجل دين لوثري في فرجينيا، من كبار الضباط، ثم أصبح بعد ذلك عضوًا في الكونغرس. ولكن في نيويورك، كان العديد من الألمان إما محايدين أو موالين (موالين لمملكة بريطانيا العظمى والنظام الملكي البريطاني).
ووفقا للأسماء الواردة في التعداد السكاني للولايات المتحدة عام 1790، يقدر المؤرخون أن الألمان يشكلون ما يقرب من 9% من السكان البيض في الولايات المتحدة.
كان تمرد فريز القصير الأمد حركة مناهضة للضرائب المفروضة على الألمان في بنسلفانيا في الفترة بين عامي 1799 و1800.

### القرن التاسع عشر
كان أكبر تدفق للهجرة الألمانية إلى أميركا بين عام 1820 والحرب العالمية الأولى، التي هاجر خلالها ما يقرب من ستة ملايين ألماني إلى الولايات المتحدة. ضمت الفترة بين عامي 1840 و1880 أكبر عدد من مجموعات المهاجرين. في أعقاب ثورات عام 1848 في الولايات الألمانية، فرت موجة من اللاجئين السياسيين إلى أميركا، التي أصبحت تعرف باسم «الثماني والأربعون». كان من بينهم مهنيون وصحفيون وسياسيون. ضم أبرز «الثماني والأربعون» كلًا من كارل شورتز وهنري فيلارد.
«المزارع اللاتيني» أو المستعمرة اللاتينية هو مكان خصصه بعض من المهاجرين السياسيين الألمان ولاجئون آخرون من أوروبا بعد حركات تمرد مثل «برج حراسة فرانكفورت» بدءًا من ثلاثينيات القرن التاسع عشر، خصوصًا في تكساس وميزوري، وغيرهم من الولايات الأمريكية، حيث كان يجتمع هناك مفكرون ألمان وأصحاب فكر حر سويًا مكرسين أنفسهم للأدب الألماني، والفلسفة، والعلوم، والموسيقى الكلاسيكية، واللغة اللاتينية. كان جوستاف كورنر أحد الممثلين البارزين لهذا الجيل من المهاجرين، والذي عاش أغلب الوقت في بلفيل بولاية إلينوي حتى وفاته.

## نسبة السكان ذوي الأصول الألمانية
1. داكوتا الشمالية 46.9
2. ويسكنسن 43.9
3. داكوتا الجنوبية 44.5
4. نبراسكا 42.7
5. مينيسوتا 38.4
6. آيوا 35.7
7. مونتانا 27.0
8. وايومينغ 25.9
9. كانساس 25.8
10. بنسيلفانيا 25.4
11. أوهايو 25.2
12. ميزوري 23.5
13. إنديانا 22.6
14. كولورادو 22.0
15. أوريغون 20.5
16. ميشيغان 20.4
17. إلينوي 19.6
18. أيداهو 18.8
19. واشنطن 18.8
20. ماريلاند 15.7
21. أريزونا 15.6
22. ديلاوير 14.3
23. ألاسكا 14.2
24. نيفادا 14.1
25. فيرجينيا الغربية 14.0
26. كنتاكي 12.7
27. أوكلاهوما 12.6
28. نيو جيرزي 12.6
29. فلوريدا 11.8
30. فيرجينيا 11.7
31. يوتا 11.5
32. نيويورك 11.2
33. تكساس 9.9
34. كاليفورنيا 9.8
35. كونيتيكت 9.8
36. نيومكسيكو 9.8
37. كارولاينا الشمالية 9.5
38. أركنساس 9.3
39. فيرمونت 9.1
40. نيوهامشير 8.6
41. مين 8.6
42. كارولاينا الجنوبية 8.4
43. تينيسي 8.3
44. جورجيا 7.0
45. لويزيانا 7.0
46. ماساتشوستس 5.9
47. هاواي 5.8
48. ألاباما 5.7
49. رود آيلاند
50. واشنطن العاصمة 4.8
51. مسيسيبي 4.5

في أنحاء البلاد: 15.2